# Simona Muccioli
Simona Muccioli (San Marino, 15 marzo 1984) è un'ex nuotatrice sammarinese.

## Biografia
Nata a San Marino nel 1984, nel 2003 ha preso parte ai Mondiali di Barcellona uscendo in batteria con il 71º tempo nei 100 m stile libero e il 48º nei 100 m farfalla.
Due anni dopo, a Montréal 2005, è arrivata 59ª nei 200 m stile libero e 55ª nei 100 m farfalla, fermandosi sempre alle batterie. 
A Melbourne 2007 ha terminato 39ª negli 800 m stile libero e 42ª nei 200 m farfalla, venendo eliminata in batteria in entrambi i casi.
A 24 anni ha partecipato ai Giochi olimpici di Pechino 2008, nei 100 m farfalla, fermandosi alle batterie, chiudendo con il 49º tempo, 1'04"91.
L'anno successivo ha preso parte ai Mondiali di Roma 2009, chiudendo con il 79º tempo in batteria nei 100 m farfalla, il 43º nei 200 m farfalla e il 60º nei 200 m misti.
A Shanghai 2011 è stata 45ª nei 100 m farfalla e 31ª nei 200 m farfalla, fermandosi in entrambi i casi alle batterie.
L'ultima competizione internazionale a cui ha partecipato sono stati gli Europei 2012, dove è uscita in batteria con il 38º tempo nei 100 m farfalla, riuscendo invece ad arrivare alle semifinali nei 200 m farfalla con il 16º crono in batteria, venendo poi eliminata con l'ottavo tempo nella sua semifinale.
Ha preso parte anche ai Giochi del Mediterraneo di Almería 2005 e Pescara 2009.
Detiene diversi record nazionali sammarinesi, in particolare: 17'59"70 nei 1500 m stile libero, 1h02'07"44 nei 5000 m stile libero, 2'17"51 nei 200 m farfalla, 2'25"57 nei 200 m misti, 5'09"45 nei 400 m misti e in vasca corta 2'26"2 nei 200 m dorso, 1'09"93 nei 100 m misti e 5'02"70 nei 400 m misti.
Si è ritirata dall'attività agonistica a 28 anni, nel 2012.